# George Ingle Finch

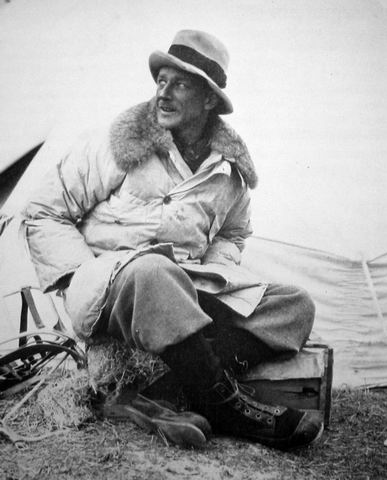
George Ingle Finch

George Ingle Finch (* 4. August 1888 in Australien; † 22. November 1970) war ein australischer Chemiker und Bergsteiger. Er wuchs im deutschsprachigen Teil der Schweiz auf und studierte später Physik an der Universität Genf. Zwischen 1936 und 1952 hatte er eine Professur für Angewandte Chemie am Imperial College London inne.

## Leben und Wirken
Finch hatte sich für die 1921er Erkundungsexpedition des Everest-Komitees beworben, das die Royal Geographical Society zusammen mit dem Alpine Club gegründet hatte, war aber wegen vorgeblicher gesundheitlicher Bedenken abgelehnt worden. Die Ablehnung war eher mit dem „Nicht-Passen“ von Finch in die „Oxbridge“-Clubkultur des Alpine Club erklärbar.

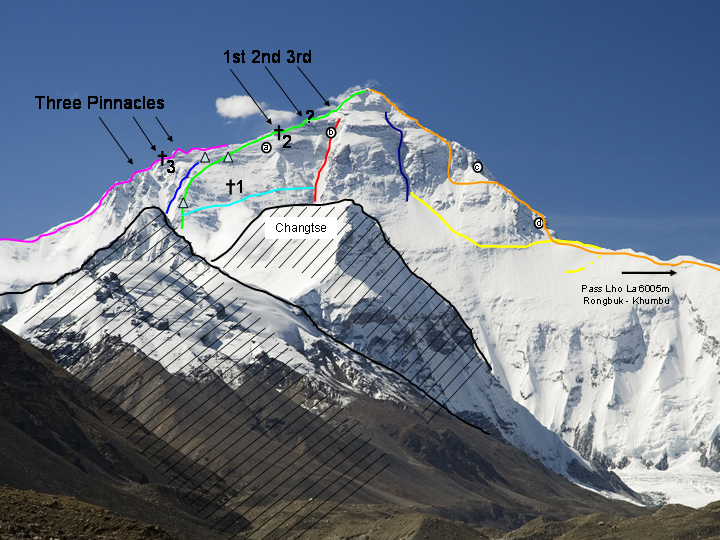
Nordwand des Mt. Everest, Routen und wichtige Punkte
grün: Normalweg, in weiten Teilen die Mallory-Route 1924, Hochlager auf ca. 7700 und 8300 m
rot: Norton-Couloir
(a): ca. 8330m, George Ingle Finch 1922
(b): ca. 8573m, Edward Felix Norton 1924
+1: Fundort G.Mallory

Finch war dann aber Mitglied der zweiten britischen Expedition am Mount Everest unter der Leitung von Brigadier Charles G. Bruce. Finch hatte zuvor mit Georges Dreyer umfangreiche Versuche an der Universität Glasgow zum Einsatz von Flaschensauerstoff unternommen, einschließlich Versuchen in Unterdruckkammern, in denen Höhen von 9000 bis 10.000 Meter simuliert werden konnten. In der Folge dieser Versuche wurde Finch zum überzeugendsten Verfechter des Einsatzes der sogenannten „englischen Luft“, ein Bonmot, das die Sherpas der 1922er Expedition dann zum Flaschensauerstoff prägten. Finchs medizinische Untersuchungen zum Einsatz von Flaschensauerstoff in der Todeszone blieben bis 1980 entscheidend für viele weitere Expeditionen an den 8000ern. Selbst den skeptischen George Mallory hatten die Leistungen Finchs und anderer beim versuchsweisen Gehen mit Sauerstoff in großen Höhen so überzeugt, dass der letzte Gipfelversuch Mallorys mit Sauerstoff erfolgte – derjenige Versuch, bei dem Mallory und sein Begleiter Andrew Irvine ums Leben kamen.
Am 23. Mai 1922 erreichten Finch und Captain J. Geoffrey Bruce, der Vetter des Expeditionsleiters, eine Höhe von 27300 Fuß (ca. 8330 Meter) in der Nordwand des Mount Everest, bevor sie umkehrten. Er überwarf sich mit dem Everest-Komitee nach 1922 wegen Streitigkeiten um Buch- und Vortragshonorare und nahm in der Folge nicht an der Expedition 1924 an den Everest teil. (Das Everest-Komitee hatte sich sämtliche Foto-, Vortrags- und Veröffentlichungsrechte restriktiv vorbehalten, die jedoch Finch – nicht als einziger – mit Vorträgen in der Schweiz umging).
In den Alpen war Finch Erstbegeher der Nordwand-Diagonalen (oder „Finch Route“) am Dent d’Hérens, die er zusammen mit T. G. B. Forster und R. Peto am 2. August 1923 bestieg. Finch wurde 1938 zum Mitglied (“Fellow”) der Royal Society erwählt und gewann 1944 die Hughes-Medaille. Er war ein lebenslanger Verfechter und Unterstützer des Alpine Club, obwohl ihm in den 1920er Jahren ein Teil der Mitglieder wegen seiner einfachen Herkunft, seiner Erziehung abseits der englischen Schulen und seinem Benehmen als Einzelgänger und „Führerloser“ der Berge der Alpen kritisch gegenüberstand. Finch wurde später auch Präsident des Alpine Clubs.
Finch war der eingetragene Vater des Schauspielers Peter Finch, der aus einer unehelichen Beziehung seiner Ehefrau Alicia kam.